# Arctia tripunctata
Arctia tripunctata là một loài bướm đêm thuộc phân họ Arctiinae, họ Erebidae.